# 大塚 (八王子市)
大塚（おおつか）は、東京都八王子市の町名。住居表示未実施区域。郵便番号は192-0352（八王子南郵便局管区）。

## 地理
八王子市の南東端に位置する。南部にあった地域が鹿島と松が谷（大塚公園）となったため現在は多摩ニュータウンの域外に位置している。
東は多摩市和田、西は東中野、南は鹿島、松が谷、北は日野市程久保と接している。

### 河川
- 大栗川

### 小字
- 日向
- 日影
- 望地（もうち）
- 梶川
- 横倉
- 堰場

### 地価
住宅地の地価は、2014年（平成26年）1月1日の公示地価によれば、大塚659番3の地点で14万円/m2となっている。

## 歴史
由木村大字大塚が合併後そのまま八王子市大塚となった。地域内に古墳（大塚日向古墳）があることから、古くから呼ばれていた。

### 沿革
- 江戸時代 - 武蔵国多摩郡大塚村となり、旗本領であった。
- 1869年（明治2年） - 品川県成立に伴い、大塚村は品川県に組み込まれる。
- 1872年（明治5年） - 神奈川県に編入される。
- 1889年（明治22年） - 町村制施行に伴い、大塚村は周辺10ヶ村と合併し、神奈川県南多摩郡由木村となる。
- 1893年（明治26年）- 南多摩郡が、神奈川県から東京府に移管され、東京府南多摩郡由木村となる。
- 1964年（昭和39年）8月1日 - 由木村が八王子市と合併、大塚は八王子市の一町名となる。
- 1975年（昭和50年） - 南部がニュータウン開発によって鹿島と松が谷となり分離する。
- 2000年（平成12年）1月 - 多摩都市モノレール線多摩センター－立川北間開通に伴い、大塚・帝京大学駅が開業する。

## 世帯数と人口
2017年（平成29年）12月31日現在の世帯数と人口は以下の通りである。
| 町丁 | 世帯数    | 人口    |
| ---- | --------- | ------- |
| 大塚 | 3,302世帯 | 6,958人 |

## 小・中学校の学区
市立小・中学校に通う場合、学区は以下の通りとなる。
| 番地・区域 | 小学校                 | 中学校                 | 通学許可校                                  |
| --- | ---------------------- | ---------------------- | ------------------------------------------- |
| 1〜93番地、95〜192番地、194〜239番地 241〜271番地、273番地、275〜288番地 290〜292番地、294〜295番地、297〜336番地 338〜342番地、344〜642番地、671〜698番地 700〜752番地、758〜774番地、1467〜1475番地 1740〜1752番地                                                                          | 八王子市立由木東小学校 | 八王子市立由木中学校   |                                             |
| 多摩陽光台（94番地、193番地、272番地、274番地 293番地、296番地）、大塚団地（240番地、289番地 337番地、343番地）、1362〜1367番地 1458〜1466番地、1476〜1502番地、1510〜1739番地 | 八王子市立由木東小学校 | 八王子市立由木中学校   | 八王子市立松が谷中学校                      |
| 669〜670番地、699番地、753〜757番地 801〜822番地、824〜838番地、863〜976番地 979〜984番地、1000〜1004番地、1010〜1057番地 1061〜1071番地、1073〜1075番地、1077〜1084番地 1090〜1361番地、1368〜1457番地、1503〜1509番地 1801番地1〜4、1802番地1〜13、1803番地1〜12 1804番地1〜3、1805番地1〜2 | 八王子市立由木東小学校 | 八王子市立由木中学校   | 八王子市立鹿島小学校 八王子市立松が谷中学校 |
| 643〜668番地、775〜800番地、823番地 839〜862番地、977〜978番地、985〜999番地 1005〜1009番地、1058〜1060番地、1072番地 1076番地、1085〜1089番地 | 八王子市立鹿島小学校   | 八王子市立松が谷中学校 | 八王子市立由木東小学校 八王子市立由木中学校 |

## 交通

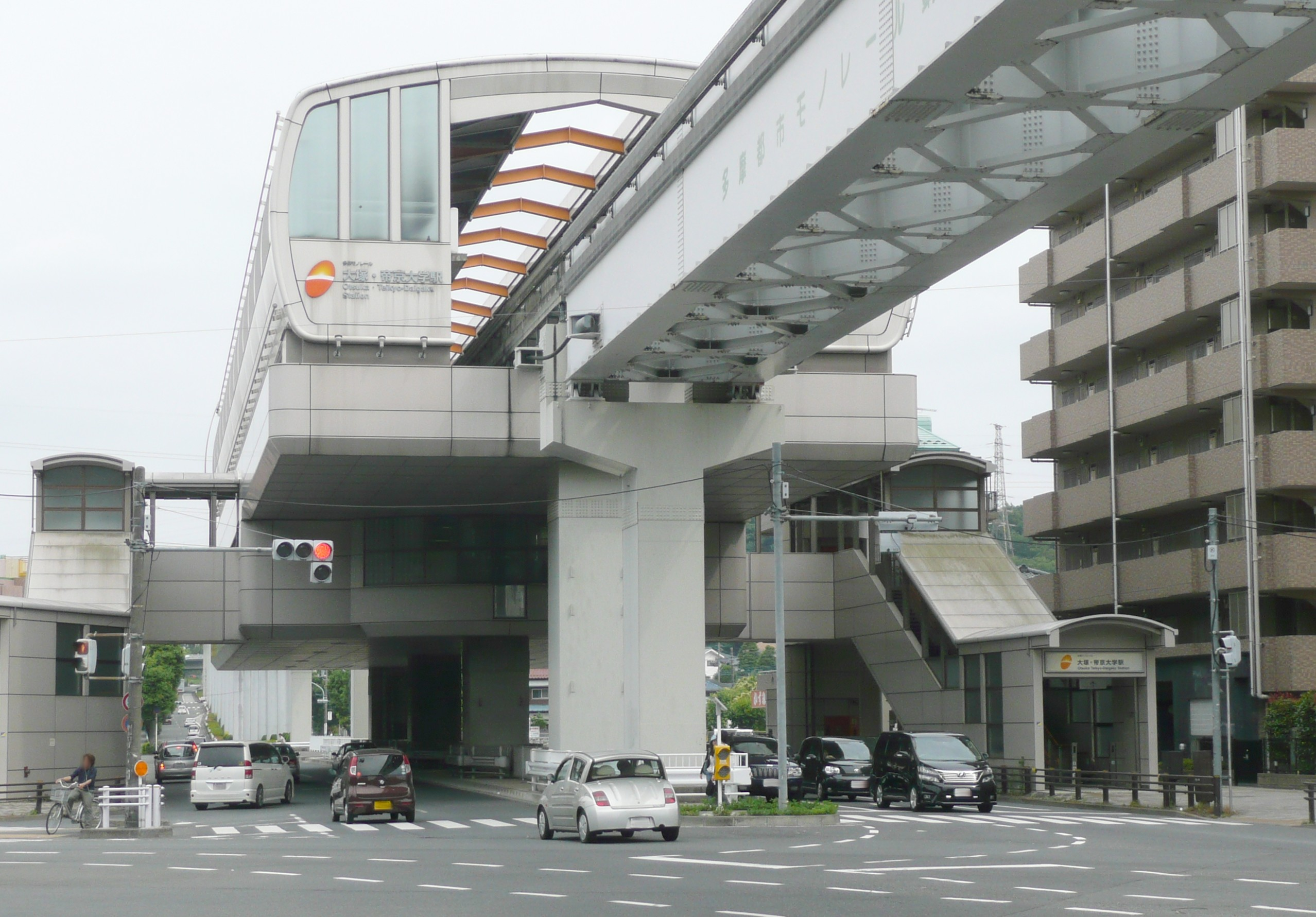
大塚・帝京大学駅

### 鉄道
- 多摩都市モノレール
  - 多摩都市モノレール線：大塚・帝京大学駅

### 道路・橋梁
- 東京都道20号・神奈川県道525号府中相模原線（野猿街道）
- 東京都道156号町田日野線
- 常磐橋・堰場橋・宮田橋・望地橋・横倉橋（大栗川）

## 施設

### 教育
- 大学
  - 帝京大学八王子キャンパス

### 郵便局
- 大塚・帝京大学駅前郵便局

### 商業
- オーケー多摩大塚店
- ホテル野猿

### 公園
- なかおね公園
- 由木ヶ丘公園
- 常磐公園
- 堰場公園
- 大塚宮田公園

### 寺院・神社
- 清鏡寺
- 芳心院
- 最照寺
- 大塚八幡神社

### 古墳
- 大塚日向古墳